# 1958-as Formula–1 monacói nagydíj
Az 1958-as Formula–1 világbajnokság második futama a monacói nagydíj volt.

## Futam
A monacói időmérőt a brit autók uralták. Az első sorból Tony Brooks indulhatott a Vanwallal, mellőle Jean Behra a BRM-mel és Jack Brabham a Cooperrel vághatott neki a százkörös versenynek. A második sorban is két Cooper foglalt helyet Roy Salvadorival és Maurice Trintignant-nel: előbbi a gyári alakulatot, míg utóbbi Rob Walker csapatát erősítette. Mike Hawthorn hatodik lett a Ferrarival, így a brit csak a harmadik sorból indulhatott, a vanwallos Stuart Lewis-Evans és Stirling Moss elől.
Itt mutatkozott be a Formula–1-ben a Lotus csapat Cliff Allisonnal és Graham Hill-lel. Miután Bernie Ecclestone – a sportág jelenlegi kereskedelmi jogainak tulajdonosa – megvette a Connaught csapatot, Bruce Kesslerrel és Paul Emeryvel megpróbálta magát kvalifikálni a futamra, sikertelenül.
A rajt után Salvadori állt az élre, őt Brooks és Behra követte, de az angol szélesen vette az első kanyart, és mivel az autó felfüggesztése elgörbült, ki kellett állnia a boxba. Behra vette át a vezetést Brooks, Brabham és Moss előtt. A 8. körre Hawthorn feljött a harmadik helyre, majd a 19. körben megelőzte Brookst, aki gyújtáskihagyásban szenvedett, ami a 23. körben a kieséséhez vezetett. Ezalatt Moss felzárkózott Hawthornra, Behra pedig nem sokkal később fékhiba miatt kiállt a boxba. A 28. körtől Hawthorn vezetett, majd öt körrel később Moss megelőzte, de motorhiba miatt néhány körrel később feladni kényszerült a versenyt, így ismét a Hawthorn állt az élen. A Ferrari azonban a 48. körben megállt, mert eltörött az üzemanyagpumpája. Ezáltal Trintignant vette át a vezetést, aki 40 másodperces előnyével biztonságban volt a többiekkel szemben, s a francia 1955 után ismét győzedelmeskedett a hercegségben. Luigi Musso lett a második, Peter Collins a harmadik, Jack Brabham pedig a negyedik.
|    | Rsz. | Versenyző                | Csapat         | Körök | Idő/Kiesések    | Start | Pontok |
| -- | ---- | ------------------------ | -------------- | ----- | --------------- | ----- | ------ |
| 1  | 20   | Maurice Trintignant      | Cooper-Climax  | 100   | 2:52'27,9       | 5     | 8      |
| 2  | 34   | Luigi Musso              | Ferrari        | 100   | +20,2           | 10    | 6      |
| 3  | 36   | Peter Collins            | Ferrari        | 100   | +38,8           | 9     | 4      |
| 4  | 16   | Jack Brabham             | Cooper-Climax  | 97    | +3 kör          | 3     | 3      |
| 5  | 8    | Harry Schell             | BRM            | 91    | +9 kör          | 12    | 2      |
| 6  | 24   | Cliff Allison            | Lotus-Climax   | 87    | +13 kör         | 13    |        |
| Ki | 40   | Wolfgang von Trips       | Ferrari        | 91    | Motor           | 11    |        |
| Ki | 58   | Jo Bonnier               | Maserati       | 71    | Baleset         | 16    |        |
| Ki | 26   | Graham Hill              | Lotus-Climax   | 69    | Féltengely      | 15    |        |
| Ki | 18   | Roy Salvadori            | Cooper-Climax  | 56    | Váltó           | 4     |        |
| Ki | 38   | Mike Hawthorn            | Ferrari        | 47    | Üzemanyagpumpa  | 6     | 1      |
| Ki | 28   | Stirling Moss            | Vanwall        | 38    | Motor           | 8     |        |
| Ki | 6    | Jean Behra               | BRM            | 29    | Fékek           | 2     |        |
| Ki | 46   | Giorgio Scarlatti        | Maserati       | 28    | Motor           | 14    |        |
| Ki | 30   | Tony Brooks              | Vanwall        | 22    | Motor           | 1     |        |
| Ki | 32   | Stuart Lewis-Evans       | Vanwall        | 11    | Túlhevülés      | 7     |        |
| NK | 22   | Ron Flockhart            | Cooper-Climax  |       | Nem kvalifikált |       |        |
| NK | 50   | Ken Kavanagh             | Maserati       |       | Nem kvalifikált |       |        |
| NK | 48   | Gerino Gerini            | Maserati       |       | Nem kvalifikált |       |        |
| NK | 12   | Bruce Kessler            | Connaught-Alta |       | Nem kvalifikált |       |        |
| NK | 14   | Paul Emery               | Connaught-Alta |       | Nem kvalifikált |       |        |
| NK | 44   | Maria Teresa de Filippis | Maserati       |       | Nem kvalifikált |       |        |
| NK | 56   | André Testut             | Maserati       |       | Nem kvalifikált |       |        |
| NK | 52   | Giulio Cabianca          | Osca           |       | Nem kvalifikált |       |        |
| NK | 54   | Luigi Piotti             | Osca           |       | Nem kvalifikált |       |        |
| NK | 42   | Horace Gould             | Maserati       |       | Nem kvalifikált |       |        |
| NK | 10   | Ron Flockhart            | BRM            |       | Nem kvalifikált |       |        |
| NK | 12   | Bernie Ecclestone        | Connaught-Alta |       | Nem kvalifikált |       |        |
| NK | 50   | Luigi Taramazzo          | Maserati       |       | Nem kvalifikált |       |        |
| NK | 56   | Louis Chiron             | Maserati       |       | Nem kvalifikált |       |        |
| NK | 4    | Paco Godia               | Maserati       |       | Nem kvalifikált |       |        |

## Statisztikák
- Maurice Trintignant 2. győzelme, Tony Brooks  1. pol pozíció, Mike Hawthorn 2. leggyorsabb köre.
- Cooper 2. győzelme
- Első versenyen résztvevők: 
  - Maria Teresa de Filippis, az első női versenyző
  - Bernie Ecclestone, a Formula–1 jelenlegi tulajdonosa
  - Graham Hill 1962 és 1968 világbajnoka
- A versenyen vezettek: 
  - Jean Behra 27 kör (1-27)
  - Mike Hawthorn 14 kör (28-32/39-47)
  - Stirling Moss 6 kör (33-38)
  - Maurice Trintignant 53 kör (48-100)

Louis Chiron utolsó versenye.